# Југословенски нови талас
Југословенски нови талас је, у једном контексту, био нови талас музике на сцени СФРЈ. Као и сами зачетници, британски и амерички нови талас, југословенски је био уско везан за панк-рок, ска, реге итд. Неки од бендова се убрајају и у југословенску панк сцену, која је постојала пре новог таласа. У почетку нови талас и панк били су синоними.

## Преглед
Нови талас се појавио у Југославији у току 70-их година прошлог века и имао је велики утицај на југословенску културу. Југословенска рок сцена, уопште, била је друштвено прихваћена, добро развијена и пропраћена у медијима. Нови талас највише је био пропраћен од стране загребачког Полета и београдског Џубокса, као и на телевизијском шоу Рокенролер, познатом по пуштању уметничких музичких видеа.
Овај покрет "против државни" покрет био је подржан чак и од самих комунистичких власти, тачније од Савеза комунистичке омладине Југославије (СКОЈ) који је често организовао концерте, фестивале, журке, изложбе и друге културне догађаје. Стихове, који су критиковали власт и били сатирични у вези мана југословенског социјализма, власти су прихватале као "корисну и пријатељску критику" и често су успели да прођу процес цензуре. Поготово бенд Азра, који је познат по политичким и социјалним критикама у својим песмама. Југословенски нови талас сарађивао је са разним концептуалним, уметничким покретима попут поп-арта, авангарде итд.
Важни ствараоци југословенског новог таласа су: Азра, Шарло Акробата, Идоли (познати по својој песми и видеу "Маљчики" у којима исмевају совјетски соцреализам), Панкрти (први југословенски панк састав), Прљаво казалиште, Електрични оргазам, Слађана Милошевић, Хаустор, Булдождер, Лабораторија Звука, Филм (један од првих бендова југословенског новог таласа) итд.
Током 70-тих година прошлог века како је полако тонуло интересовање за хард рок и прогресивни рок и будило се занимање за панк и нови талас, чак је и бенд Бијело Дугме одлучио променити свој рурални народни звук хард рока и да уплива у сфере новог таласа.
Култни симболи југословенског новог таласа укључују албуме компилација Пакет аранжман, Нови Панк Вал, Артистичка радна акција и нарочито филм Дечко који обећава.

## Декаденца
С почетка 80-их година популарност новог таласа почела је опадати и многи бендови тада су се распали. Кључан период ове декаденце била је 1982. Поред опадања популарности новог таласа интернационално, у Југославији она опада и због економске кризе и политичке нестабилности, нарочито у Социјалној аутономној провинцији Косово након Титове смрти. Такође, жанрови попут постпанка, мрачног таласа и готик рока, као и покрета Нови Романтичари и синт попа, почели су своју велику експанзију у свету, укључујући и Југославију.
Шарло Акробата променио је свој звук у израженије мелодије постпанка. Милан Младеновић, певач и гитариста, 1982. године формирао је бенд Екатарина Велика, који остаје аутентичан по мрачним, поетичним тоновима и промишљеном ставу. У готово исто доба, бубњар из Шарла, Душан Којић Која формирао је свој састав Дисциплина кичме, који ће достићи интернационалну популарност.
Идоли, Прљаво казалиште и Филм постали су поп рок састави који су доста добро друштвено били прихваћени. Кроз 80те Азра је постепено прешла у конвенционални рок, прожимајући каткад фолклорну рок тематику. Џони Штулић, певач Азре, познат је по свом песничком изражавању. Електрични оргазам је постао бенд свирајући мејнстрим рок, углавном под утицајем Ролингстоунса.

## Наслеђе
Југословенски нови талас још увек се сматра "златним добом" попа и рока у земљама које су се после распада испилиле из Југославије. Југословенски нови талас изродио је неке од најважнијих југословенских културних чинова и на Западу се сматра квалитетним и оригиналним.
Године 2004. Игор Марковић снимио је филм Сретно дијете (по песми Прљавог казалишта). У филму обрађују се битни догађаји који је на југословенску сцену довео нови талас.

## Бендови
СР Словенија:
- Булдожер (Љубљана)
- Гаст'р'бајтр'с
- Лачни Франз (Марибор)
- Панкрти (Љубљана)
- Отроци Социализма (Љубљана)

СР Хрватска:
- Аеродром (Загреб)
- Азра (Загреб)
- Филм (Загреб)
- Хаустор (Загреб)
- Параф (Ријека)
- Парни Ваљак (Загреб)
- Прљаво казалиште (Загреб)
- Термити (Ријека)

СР Србија, са Војводином и Kосовом:
- Безобразно зелено (Београд)
- Булевар (Београд)
- Чиста Проза (Нови Сад)
- Дефектно ефектни (Београд)
- Добри Исак (Ниш)
- Доктор Спира и Људска Бића (Београд)
- Електрични Оргазам (Београд)
- Група I (Београд)
- Гјурмëт (Приштина)
- Идоли (Београд)
- Контраритам (Нови Сад)
- Козметика (Београд)
- Лаки Пингвини (Београд)
- Ла Страда (Нови Сад)
- Луна (Нови Сад)
- Лабораторија Звука (Нови Сад)
- Обојени Програм (Нови Сад)
- Пекиншка Патка (Нови Сад)
- Паста ЗЗ (Београд)
- Петар и Зли Вуци (Београд)
- Пилоти (Београд)
- Профили профили (Београд)
- Пропаганда (Београд)
- Радничка Контрола (Београд)
- Слађана Милошевић (Београд)
- Шарло Акробата (Београд)
- ТВ Морони (Београд)
- Урбана Герила (Београд)
- У Шкрипцу (Београд)
- ВИА Талас (Београд)
- Зана (Београд)

СР Босна и Херцеговина:
- Бијело Дугме (Сарајево)
- Забрањено Пушење (Сарајевo)
- SCH (Sarajevo)

СР Македонија:
- Цилиндар (Скопље)
- Хаос ин Лаос (Скопље)
- Мизар (Скопље)
- Бадмингтонс (Скопље)
- Бастион (Скопље)
- Падот на Византија (Скопље)
- Александар Македонски (Скопље)
- Фол Јазик (Скопље)